# Ceratagallia cristula
Ceratagallia cristula är en insektsart som beskrevs av Hamilton 1998. Ceratagallia cristula ingår i släktet Ceratagallia och familjen dvärgstritar. Inga underarter finns listade i Catalogue of Life.